# 姚洎
姚洎（9世纪—10世纪），封吳興侯。是中国唐朝、五代十国后梁大臣，梁末帝时中书侍郎、同中书门下平章事。

## 唐朝时期
姚洎世系不详，但是《旧唐书》、《新唐书》、《旧五代史》、《新五代史》都没有他的传记。他早年在荊南节度使（总部在江陵府，今湖北省荆州市）担任过幕府，和尚诗人貫休祝贺姚洎被从江陵召赴首都长安，担任拾遺，但不清楚这首诗是貫休何时所作。
天复二年（902年）唐昭宗被宦官韩全诲、張彥弘劫持，投靠凤翔节度使（治总部在鳳翔府，今陕西省宝鸡市鳳翔县）李茂贞。当时，姚洎和他的朋友韩偓都担任翰林学士，陪同皇帝在凤翔。李茂贞的对手宣武节度使（治总部在汴州，今河南省开封市）朱全忠率军围攻凤翔。五月二十五日，宰相韦贻范因母丧去职，宦官推荐翰林学士姚洎代为宰相。姚洎与韩偓商量，韩偓说：
若图永久之利，那么不如推辞就职为好；若是出于圣上之意，本来没有不可以的。但你应该考虑，汴州军队一旦合围，凤翔孤城难保，我们的家族在东面，可以不担心吗！
姚洎于是称病，唐昭宗不允。结果在李茂贞及宦官的推荐下，六月初二，朝廷任命中书舍人苏检为工部侍郎、同平章事。七月，在李茂贞及宦官的压力下，昭宗召回韦贻范担任宰相，让韩偓草拟制书。韩偓拒绝，上疏称韦贻范居丧一月就要起复，有伤国体。八月二十六日，姚洎草拟制书命韦贻范复相。韦贻范不推辞，立即上表谢恩。然而不久，十一月，韦贻范病死。
当时，昭宗被软禁。十一月初二，昭宗派赵国夫人宠颜探查得知学士院二使都不在，便召翰林学士韩偓、姚洎，在土门外暗中相见，拉着手相对流泪。姚洎担心被别人看见，请昭宗快回去，昭宗于是离去。
天复三年（903年）李茂贞被迫投降，屠杀宦官，把皇帝献给朱全忠。韩偓和朱全忠和崔胤不和，被流放。之后一段时间，姚洎的事迹没有记录。

## 后梁时期
天祐四年（907年）朱全忠篡唐称帝，建立后梁，即梁太祖，姚洎以翰林学士擢兵部尚书知贡举。开平二年（908年）以兵部侍郎兼卤簿使。乾化三年（913年）朱全忠的儿子朱瑱即位，九月初五，以光禄大夫、守御史大夫姚洎为中書侍郎、同中書門下平章事，封吴兴郡开国侯。姚洎离任时间、去世时间不详。